# Josh Ginnelly
Joshua Lloyd Ginnelly (Nuneaton, 24 marzo 1997) è un calciatore inglese, attaccante dello Swansea City.

## Caratteristiche tecniche
Ala sinistra, Ginnelly è un attaccante rapido e dotato di una buona tecnica individuale, può giocare su tutto il fronte offensivo e risulta particolarmente decisivo nell'uno contro uno, nonostante il fisico esile può giocare anche come unica punta e in questa posizione gli viene principalmente richiesto di abbassarsi per prendere la palla date la sua ottima tecnica individuale e la sua buona velocità e di muoversi favorendo gli inserimenti dei compagni.

## Carriera
Cresciuto calcisticamente tra il settore giovanile dell'Aston Villa e dello Shrewsbury Town, esordisce in prima squadra con questi ultimi nel 2014. Nel 2015 si trasferisce al Burnley dove viene girato in prestito a varie squadre, ma senza mai esordire. Nel 2016 passa in prestito prima all'Altrincham, poi al Walsall. Nel 2017 viene ceduto in prestito al Lincoln City, con cui riesce a vincere il campionato di National League. Nel 2018 passa, sempre con la formula del prestito, al Tranmere con cui, grazie anche a una sua rete nei play-off, conquista la promozione in League Two.
Ad agosto del 2018 firma un contratto col Walsall e con quattro reti in 25 presenze viene notato dagli scout del Preston North End, club di Football League Championship, che lo acquista. Il 16 gennaio 2020 passa in prestito per sei mesi al Bristol Rovers.
Il 2 settembre 2020 viene ceduto in prestito agli Hearts, contribuendo alla vittora del campionato di Scottish Championship e l'anno seguente viene riscattato. Con la squadra di Edimburgo segna il suo primo gol il 16 ottobre 2020 realizzando la rete del momentaneo 2-0 nel 6-2 finale col quale gli Hearts battono il Dundee Utd.

## Statistiche

### Presenze e reti nei club
Statistiche aggiornate al 13 giugno 2022.
| Stagione                 | Squadra                  | Campionato               | Campionato | Campionato | Coppe nazionali | Coppe nazionali | Coppe nazionali | Coppe continentali | Coppe continentali | Coppe continentali | Altre coppe | Altre coppe | Altre coppe | Totale | Totale | Totale |
| Stagione                 | Squadra                  | Comp                     | Pres       | Reti       | Comp            | Pres            | Reti            | Comp               | Pres               | Reti               | Comp        | Pres        | Reti        | Pres   | Reti   |        |
| ------------------------ | ------------------------ | ------------------------ | ---------- | ---------- | --------------- | --------------- | --------------- | ------------------ | ------------------ | ------------------ | ----------- | ----------- | ----------- | ------ | ------ | ------ |
| 2014-2015                | Shrewsbury Town          | FL2                      | 3          | 0          | FLT             | 0               | 0               |                    | -                  | -                  |             | -           | -           | 3      | 0      |        |
| 2015-2016                | Altrincham               | NL                       | 20         | 5          | FAT             | 1               | 0               |                    | -                  | -                  |             | -           | -           | 21     | 5      |        |
| ago.-nov. 2016           | Walsall                  | FL1                      | 9          | 0          | FAC+EFL+FLT     | 1+1+3           | 0               |                    | -                  | -                  |             | -           | -           | 14     | 0      |        |
| gen.-giu. 2017           | Lincoln City             | NL                       | 13         | 0          | FAC+FAT         | 0+4             | 0               |                    | -                  | -                  |             | -           | -           | 17     | 0      |        |
| 2017-gen. 2018           | Lincoln City             | FL2                      | 15         | 2          | FAC+EFL+FLT     | 1+0+3           | 0               |                    | -                  | -                  |             | -           | -           | 19     | 2      |        |
| Totale Lincoln City      | Totale Lincoln City      | Totale Lincoln City      | 28         | 2          |                 | 8               | 0               |                    | -                  | -                  |             | -           | -           | 36     | 2      |        |
| gen.-mag. 2018           | Tranmere                 | NL                       | 10+2       | 1+1        | FAT             | -               | -               |                    | -                  | -                  |             | -           | -           | 12     | 2      |        |
| ago.-dic. 2018           | Walsall                  | FL1                      | 21         | 2          | FAC+EFL+FLT     | 1+3+0           | 1+1+0           |                    | -                  | -                  |             | -           | -           | 25     | 4      |        |
| Totale Walsall           | Totale Walsall           | Totale Walsall           | 30         | 2          |                 | 9               | 2               |                    | -                  | -                  |             | -           | -           | 39     | 4      |        |
| gen.-mag. 2019           | Preston N.E.             | FLC                      | 5          | 1          | FAC+EFL         | -               | -               |                    | -                  | -                  |             | -           | -           | 5      | 1      |        |
| ago.-dic. 2019           | Preston N.E.             | FLC                      | 1          | 0          | FAC+EFL         | 0+3             | 0               |                    | -                  | -                  |             | -           | -           | 4      | 0      |        |
| Totale Preston North End | Totale Preston North End | Totale Preston North End | 6          | 1          |                 | 3               | 0               |                    | -                  | -                  |             | -           | -           | 9      | 1      |        |
| gen.-mag. 2020           | Bristol Rovers           | FL1                      | 9          | 1          |                 | -               | -               |                    | -                  | -                  |             | -           | -           | 9      | 1      |        |
| 2020-2021                | Hearts                   | SC                       | 6          | 3          | SC+SLC          | 1+3             | 1+0             |                    | -                  | -                  |             | -           | -           | 10     | 4      |        |
| 2021-2022                | Hearts                   | SP                       | 31         | 5          | SC+SLC          | 2+5             | 0               |                    | -                  | -                  |             | -           | -           | 38     | 5      |        |
| 2022-2023                | Hearts                   | SP                       | 23         | 7          | SC+SLC          | 3+1             | 1+0             | UEL+UECL           | 2+5                | 0                  |             | -           | -           | 34     | 8      |        |
| Totale Hearts            | Totale Hearts            | Totale Hearts            | 60         | 15         |                 | 15              | 2               |                    | 7                  | 0                  |             | -           | -           | 82     | 17     |        |
| Totale carriera          | Totale carriera          | Totale carriera          | 178        | 28         |                 | 36              | 4               |                    | 7                  | 0                  |             | -           | -           | 211    | 32     |        |

## Palmarès

### Club

#### Competizioni nazionali
- National League (campionato inglese): 1

Lincoln City: 2016-2017
- Scottish Championship: 1

Hearts: 2020-2021